# Лілі Коллінз
Лíлі Джéйн Кóллінз (англ. Lily Jane Collins; нар. 18 березня 1989, Гілфорд, Суррей, Англія, Велика Британія) — англійська та американська акторка, модель, світська особа та письменниця.

## Життєпис
Народилася 18 березня 1989 року в місті Гілфорд, Суррей, Англія. Її батько — британський музикант Філ Коллінз, мати — американка Джилл Тавелман. Дідусь по материнській лінії був канадським євреєм, який був власником крамниці у Беверлі-Гіллз.
У 1996 році, після розлучення батьків, переїхала з матір'ю у Лос-Анджелес.  
Після закінчення школи вступила в Університет Південної Каліфорнії, який закінчила за спеціальністю радіожурналістика.
З липня 2012 року зустрічалась з Джеймі Бовером, з яким познайомилась на зйомках «Знаряддя смерті: Місто кісток». В серпні 2013 пара оголосила про розірвання стосунків. Після цього зустрічалася з австралійським актором Томасом Кокерелем до літа 2014 року. У березні 2015 року почала зустрічатися з Крісом Евансом. 27 травня 2015 року в Instagram повідомила, що знову разом з Джеймі Бовером.

## Кар'єра
Зніматись почала у 2 роки у програмі телеканалу «ВВС» «Growing Pains». Підліткою вела колонку для британського часопису «Elle Girl», а також писала для «Seventeen», «Teen Vogue», «Los Angeles Times». Лілі Коллінз також пробувала себе як співачка. 
В 2008—2009 роках знялась в двох епізодах телесеріалу «90210: Нове покоління», втіливши школярку Фібі Абрамс.

## Лілі Коллінз і Україна
Під час повномасштабного російського вторгнення в Україну, 2022 року, яке є частиною російсько-української війни, виявила підтримку України на своїй сторінці в соцмережах, прикріпила посилання на правдиву інформацію та закликала читачів допомагати Україні. 
|               | ...Моє серце дуже болить за Україну, а також за близьких людей, які постраждали. Але одна річ, яку я знаю, була складною для всіх, це як відрізнити дезінформацію, намагаючись знайти способи підтримати українські сім’ї, які були змушені покинути свої домівки, або зробити пожертви відважним волонтерам і воїнам, які потребують допомоги, або як просто знайдіть перевірені ресурси, щоб поділитися зі своїми підписниками. Я додаю посилання в свою біографію та деякі відео та посилання на свої історії, які показують шляхи #стоятизукраїною де б не було. |
| — Лілі Колінз | |

## Фільмографія
| Рік       |    | Українська назва              | Оригінальна назва                          | Роль                                          |
| --------- | -- | ----------------------------- | ------------------------------------------ | --------------------------------------------- |
| 1999      | мф | Тарзан                        | Tarzan                                     | мавпочка (озвучення)                          |
| 2009      | с  | 90210: Нове покоління         | 90210                                      | Фібі Абрамс (2 епізоди)                       |
| 2009      | ф  | Невидима сторона              | The Blind Side                             | Коллінз Тьюї                                  |
| 2011      | ф  | Священник                     | Priest                                     | Люсі Пейс                                     |
| 2011      | ф  | Погоня                        | Abduction                                  | Карен                                         |
| 2012      | ф  | Білосніжка: Помста гномів     | Mirror Mirror                              | Білосніжка                                    |
| 2012      | ф  | Застряг у коханні             | Stuck In love                              | Саманта Бордженс                              |
| 2013      | ф  | Вчитель англійської           | The English Teacher                        | Хеллі Андерсон                                |
| 2013      | ф  | Знаряддя смерті: Місто кісток | The Mortal Instruments: City of Bones      | Клері Фрей                                    |
| 2014      | ф  | З любов'ю, Розі               | Love, Rosie                                | Розі Данн                                     |
| 2016      | ф  | Правила не застосовуються     | Rules Don't Apply                          | Марла Мабрі                                   |
| 2016—2017 | с  | Останній магнат               | The Last Tycoon                            | Сесілія Брейді (9 епізодів)                   |
| 2017      | ф  | До кісток                     | To the Bone                                | Еллен                                         |
| 2017      | ф  | Окча                          | Okja                                       | Ред                                           |
| 2018—2019 | с  | Знедолені                     | Les Misérables                             | Фантін (3 епізоди)                            |
| 2019      | ф  | Звабливий, Поганий, Злий      | Extremely Wicked, Shockingly Evil and Vile | Елізабет Клопфер                              |
| 2019      | ф  | Толкін                        | Tolkien                                    | Едіт Братт                                    |
| 2020      | ф  | Темна спадщина                | Inheritance                                | Лорен Монро                                   |
| 2020—2024 | с  | Емілі в Парижі                | Emily in Paris                             | Емілі Купер (40 епізодів)                     |
| 2020      | ф  | Манк                          | Mank                                       | Ріта Александер                               |
| 2021      | с  | Дзвінки                       | Calls                                      | Камілла (Епізод: "The End")                   |
| 2021      | с  | Угамуй свій запал             | Curb Your Enthusiasm                       | Лілі Коллінз (Епізод: "The Mormon Advantage") |
| 2022      | ф  | Удача                         | Windfall                                   | дружина                                       |
| 2024      | ф  | МаXXXін                       | MaXXXine                                   | Моллі                                         |

## Нагороди та номінації
| Рік  | Асоціація                       | Категорія                                 | Робота                        | Результат | Пос.   |
| ---- | ------------------------------- | ----------------------------------------- | ----------------------------- | --------- | ------ |
| 2008 | «Молодий Голлівуд»              | One to Watch                              | —                             | Перемога  | [ 19 ] |
| 2012 | «Teen Choice Awards»            | Choice Movie Actress – Sci-Fi/Fantasy     | Білосніжка: Помста гномів     | Номінація | [ 20 ] |
| 2013 | «MTV Movie Awards»              | Summer's Biggest Teen Bad A**             | Знаряддя смерті: Місто кісток | Номінація |        |
| 2014 | «Teen Choice Awards»            | Choice Movie Actress – Action             | Знаряддя смерті: Місто кісток | Номінація | [ 21 ] |
| 2016 | «Hollywood Film Awards»         | New Hollywood Award                       | Правила не застосовуються     | Перемога  | [ 22 ] |
| 2017 | «Золотий глобус»                | Найкраща жіноча роль — комедія або мюзикл | Правила не застосовуються     | Номінація |        |
| 2017 | «Гільдія художників-костюмерів» | Lacoste Spotlight Award                   | Правила не застосовуються     | Перемога  | [ 23 ] |